# Phú Hữu, Cần Thơ
Phú Hữu là một xã thuộc thành phố Cần Thơ, Việt Nam.

## Địa lý
Xã Phú Hữu có vị trí địa lý:
- Phía đông giáp xã An Lạc Thôn
- Phía tây giáp xã Thạnh Hòa
- Phía nam giáp phường Đại Thành
- Phía bắc giáp xã Châu Thành và xã Đông Phước.

Xã Phú Hữu có diện tích 60,54 km², dân số năm 2024 là 41.254 người, mật độ dân số đạt 681 người/km².

## Lịch sử
Năm 1970, thành lập quận Phong Thuận trực thuộc tỉnh Phong Dinh. Chuyển xã Phú Hữu thuộc quận Châu Thành về quận Phong Thuận mới thành lập quản lý.
Năm 1975, Chính quyền Cách mạng ban hành Quyết định về việc sáp nhập xã Đông Phước thuộc quận Phụng Hiệp vào huyện Châu Thành  quản lý.
Ngày 20 tháng 9 năm 1975, Bộ Chính trị ban hành Nghị quyết số 245-NQ/TW về việc hợp nhất tỉnh Cần Thơ (ngoại trừ huyện Thốt Nốt), tỉnh Sóc Trăng, tỉnh Trà Vinh, tỉnh Vĩnh Long thành một tỉnh, tên gọi tỉnh mới cùng với nơi đặt tỉnh lỵ sẽ do địa phương đề nghị lên.
Ngày 20 tháng 12 năm 1975, Bộ Chính trị ban hành Nghị quyết số 19/NQ về việc hợp nhất tỉnh Cần Thơ (bao gồm cả huyện Thốt Nốt của tỉnh Long Xuyên), tỉnh Sóc Trăng thành một tỉnh mới, tên gọi tỉnh mới cùng với nơi đặt tỉnh lỵ sẽ do địa phương đề nghị lên.
Ngày 24 tháng 2 năm 1976, Chính phủ Cách mạng lâm thời Cộng hòa miền Nam Việt Nam ban hành Nghị định số 3/NQ/1976 về việc hợp nhất tỉnh Cần Thơ, tỉnh Sóc Trăng và thành phố Cần Thơ thành một tỉnh mới, lấy tên là tỉnh Hậu Giang.
Tháng 12 năm 1976, thành lập xã Phú An thuộc huyện Châu Thành trên cơ sở xã Phú Thứ và xã Thạnh An.
Ngày 15 tháng 9 năm 1981, Hội đồng Bộ trưởng ban hành Quyết định số 70-HĐBT về việc:
- Chia xã Phú Hữu thuộc huyện Châu Thành thành 3 xã: Phú Hòa, Phú Hữu, Phú Tân.
- Chia xã Đông Phước thuộc huyện Châu Thành thành 3 xã: Đông An, Đông Phước, Đông Sơn.

Ngày 16 tháng 9 năm 1989, Hội đồng Bộ trưởng ban hành Quyết định số 128-HĐBT về việc:
- Sáp nhập xã Phú Hòa và xã Phú Tân vào Phú Hữu.
- Sáp nhập Đông An và xã Đông Sơn vào xã Đông Phước.

Ngày 26 tháng 12 năm 1991, Quốc hội ban hành Nghị quyết về việc chia tỉnh Hậu Giang thành tỉnh Cần Thơ và tỉnh Sóc Trăng.
Ngày 6 tháng 11 năm 2000, Chính phủ ban hành Nghị định số 64/2000/NĐ-CP về việc:
- Tái lập huyện Châu Thành A thuộc tỉnh Cần Thơ.
- Xã Đông Phước và xã Phú Hữu thuộc huyện Châu Thành.

Ngày 26 tháng 11 năm 2003, Quốc hội ban hành Nghị quyết số 22/2003/QH11 về việc chia tỉnh Cần Thơ thành thành phố Cần Thơ trực thuộc trung ương và tỉnh Hậu Giang.
Ngày 10 tháng 7 năm 2001, Chính phủ ban hành Nghị định số 37/2001/NĐ-CP về việc:
- Thành lập thị trấn Ngã Sáu thuộc huyện Châu Thành trên cơ sở 1.100 ha diện tích tự nhiên và 5.530 nhân khẩu của xã Đông Phước.
- Thành lập xã Đông Phước A thuộc huyện Châu Thành trên cơ sở 2.258 ha diện tích tự nhiên và 9.290 nhân khẩu của xã Đông Phước.
- Thành lập xã Phú Hữu A thuộc huyện Châu Thành trên cơ sở 1.799 ha diện tích tự nhiên và 10.593 nhân khẩu của xã Phú Hữu.

Sau khi điều chỉnh địa giới hành chính:
- Xã Đông Phước còn lại 2.541 ha diện tích tự nhiên và 12.664 nhân khẩu.
- Xã Phú Hữu còn lại 3.284 ha diện tích tự nhiên và 20.102 nhân khẩu.

Ngày 24 tháng 8 năm 2009, Chính phủ ban hành Nghị quyết số 37/NQ-CP về việc thành lập xã Phú Tân thuộc huyện Châu Thành trên cơ sở điều chỉnh 1.637 ha diện tích tự nhiên và 12.054 nhân khẩu của xã Phú Hữu.
Sau khi điều chỉnh địa giới hành chính, xã Phú Hữu còn lại 1.647ha diện tích tự nhiên và 11.243 nhân khẩu.
Ngày 11 tháng 7 năm 2019, HĐND tỉnh Hậu Giang ban hành Nghị quyết số 11/2019/NQ-HĐND về việc:
- Sáp nhập ấp Đông Thạnh A thuộc xã Đông Phước vào ấp Đông Thạnh.
- Sáp nhập ấp Tân Phú thuộc xã Phú Tân vào ấp Phú Tân A.

Tính đến ngày 31/12/2024:
- Xã Đông Phước có 10 ấp: Đông Bình, Đông Lợi, Đông Lợi A, Đông Lợi B, Đông Phú, Đông Phú A, Đông Sơn, Đông Thạnh, Phước Hòa.
- Xã Phú Hữu có 7 ấp: Phú Lợi, Phú Lợi A, Phú Nghĩa, Phú Trí, Phú Trí A, Phú Trí B, Phú Trí B1.
- Xã Phú Tân có 6 ấp: Phú Lễ, Phú Lễ A, Phú Tân, Phú Tân A, Phú Trí, Phú Trí A.

Ngày 12 tháng 6 năm 2025, Quốc hội ban hành Nghị quyết số 202/2025/QH15 về việc sắp xếp đơn vị hành chính cấp tỉnh (nghị quyết có hiệu lực từ ngày 12 tháng 6 năm 2025). Theo đó, sáp nhập tỉnh Hậu Giang và tỉnh Sóc Trăng vào thành phố Cần Thơ.
Ngày 16 tháng 6 năm 2025:
- Quốc hội ban hành Nghị quyết số 203/2025/QH15[16] về việc Sửa đổi, bổ sung một số điều của Hiến pháp nước Cộng hòa xã hội chủ nghĩa Việt Nam. Theo đó, kết thúc hoạt động của đơn vị hành chính cấp huyện trong cả nước từ ngày 1 tháng 7 năm 2025.
- Ủy ban Thường vụ Quốc hội ban hành Nghị quyết số 1668/NQ-UBTVQH15[17] về việc sắp xếp các đơn vị hành chính cấp xã của thành phố Cần Thơ năm 2025 (nghị quyết có hiệu lực từ ngày 16 tháng 6 năm 2025). Theo đó, sáp nhập toàn bộ 22,77 km² diện tích tự nhiên, quy mô dân số là 13.910 người của xã Đông Phước và toàn bộ 18,47 km² diện tích tự nhiên, quy mô dân số là 13.340 người của xã Phú Tân vào toàn bộ 19,30 km² diện tích tự nhiên, quy mô dân số là 14.004 người của xã Phú Hữu thuộc huyện Châu Thành, tỉnh Hậu Giang.

Xã Phú Hữu 41.254 có 60,54 km² diện tích tự nhiên và quy mô dân số là  người.